# Jan Boven
Jan Boven, né le 28 février 1972 à Delfzijl, est un ancien coureur cycliste néerlandais. Professionnel de 1996 à 2008, il a effectué la totalité de sa carrière au sein de l'équipe Rabobank. Il en est devenu l'un des directeurs sportifs après sa dernière course, le Grand Prix de l'Escaut 2008. Il est actuellement directeur sportif de l'équipe Lotto NL-Jumbo. 
Son fils Lars est également coureur cycliste.

## Palmarès

### Palmarès année par année
- 1991
  - 2e de Liège-Bastogne-Liège espoirs
- 1992
  - 2e de Liège-Bastogne-Liège espoirs
- 1993
  - 3e du Dorpenomloop Rucphen
- 1994
  - 3e du Dorpenomloop Rucphen
- 1995
  - 3e de la Ster van Zwolle
  - 3e du Teleflex Tour
  - 3e du GP Wielerrevue
- 1996
  - 4e étape du Teleflex Tour
  - 2e du Hel van het Mergelland
- 2000
  - 3e du Samyn

### Résultats sur les grands tours

#### Tour de France
1 participation
- 2000 : abandon (17e étape)

#### Tour d'Italie
1 participation
- 2002 : 57e

#### Tour d'Espagne
5 participations 
- 1999 : 63e
- 2001 : 98e
- 2003 : 141e
- 2004 : abandon (17e étape)
- 2005 : abandon (6e étape)